# Hulst
Hulst là một đô thị và thành phố ở tây nam Hà Lan ở phía đông của Zeelandic Flanders.
Hulst nhận được quyền thành phố trong thế kỷ 12.
Năm 1645, cuộc vây hãm của Hulst (để kiểm soát tả ngạn của sông Schelde) xảy ra. Cuộc chiến được dẫn đầu bởi Hoàng tử Orange Frederick Henry, trong cuộc Chiến tranh Tám mươi năm "(1568-1648) với Tây Ban Nha. Một cuộc bao vây trước đó của anh trai Hoàng tử Maurits của ông diễn ra vào năm 1591 người đã lấy lại Hulst cũng từ Tây Ban Nha. Tây Ban Nha đã chiếm trở lại năm 1596. Một cuộc bao vây tiếp tục diễn ra năm 1702, nơi mà tướng Menno van Coehoorn bảo vệ thị trấn thành công cho Hà Lan và năm 1747 khi nó bị người Pháp chiếm do Trung úy Tổng Pieter de la Rocque không bảo vệ nổi.
Trong thế kỷ XVII, một pháo đài ngôi sao được xây dựng. Các công sự, xây dựng trong thời gian đó, là những ví dụ lịch sử của kiến trúc pháo đài Hà Lan.